# Samaël

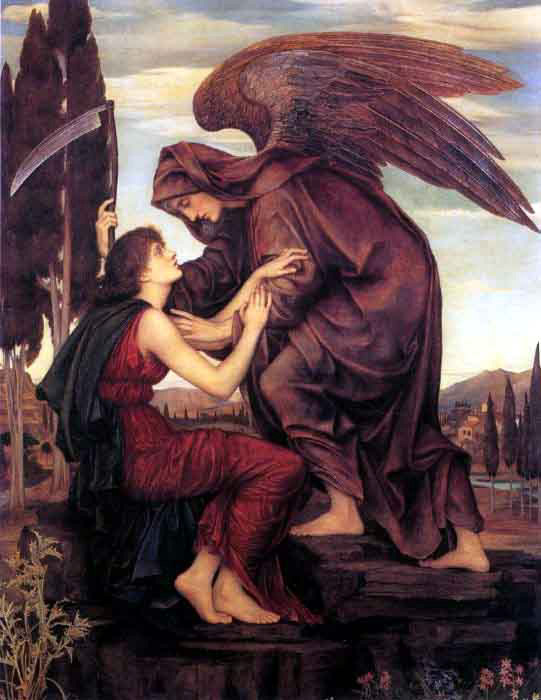

Samaël, Sammael of Samil (Hebreeuws סַמָּאֵל, "gif van God", in het gnosticisme "blindheid van God") is een belangrijke aartsengel in het judaïsme, waar hij vorst van de demonen is, een beschuldiger (satan), verleider en verwoester en wordt beschouwd als zowel goed als slecht. In sommige werken wordt hij gelijkgesteld aan Lucifer, de duivel voor zijn val. Rabbijnse literatuur beschrijft Samaël als de beschermengel van Esau en Edom en de belangrijkste tegenstander van Michaël.
In de teksten uit de Talmoed wordt Samaël beschouwd als een lid van de hemelse heerscharen met vaak grimmige en destructieve taken. Een van de grootste rollen van Samaël in de joodse overleveringen is die van de belangrijkste aartsengel van de dood. Hij blijft een dienaar van Jahwe ook al vergoelijkt hij de zondes van mensen. Als engel verblijft Samaël in de zevende hemel, omdat de glorierijke troon in de zevende hemel aanwezig is, hoewel hij ook wordt beschreven als aanvoerder van de engelen van de vijfde hemel.